# Dom czynszowy Konopków w Gdyni
Dom czynszowy Konopków – zabytkowy budynek w Gdyni. Mieści się w dzielnicy Działki Leśne przy ul. Słupeckiej 9.
Wybudowany został w latach 1937–1938. Należał do Bronisławy i Antoniego Konopków. Od 2009 widnieje w rejestrze zabytków.